# 2,2,3-Triméthylpentane
Le 2,2,3-triméthylpentane, de la famille des hydrocarbures et de formule brute C8H18. C'est un des isomères de l'octane.
L'atome de carbone 3 qui porte un groupe méthyle est chiral. Le 2,2,3-triméthylpentane se présente donc sous la forme de deux énantiomères : 
- le (R)-2,2,3-triméthylpentane de numéro CAS 54665-47-3
- le (S)-2,2,3-triméthylpentane de numéro CAS 40824-48-4

qui sont séparables grâce leur pouvoir rotatoire opposé.
À température et pression ambiantes, il est sous forme liquide, très inflammable.